# Belizeńskie Siły Powietrzne

Herb Sił Powietrznych Belize

Siły powietrzne Belize składają się z garnizonu o liczebności około 2 tys. osób. Na wyposażeniu mają między innymi śmigłowce Aérospatiale SA 330 Puma i Aérospatiale SA 341 Gazelle, które stacjonują w międzynarodowym porcie lotniczym Belize im. Filipa S. W. Goldsona. Do ich głównych zadań należy powstrzymywanie sił sąsiedniej Gwatemali przy wsparciu lokalnych sił obronnych. Na swoim wyposażeniu armia Belize ma 2 samoloty Britten Norman BN-2B Defender i 1 Dornier Do 27 pełnią one funkcje porządkowo-łącznikowe, a także poszukiwawczo-ratownicze.